# Hugh Gaitskell
Hugh Todd Naylor Gaitskell (ur. 9 kwietnia 1906 w Londynie, zm. 18 stycznia 1963 tamże) – brytyjski polityk, przywódca Partii Pracy w latach 1955-1963, minister w rządzie Clementa Atlee.

## Życiorys
Wykształcenie odebrał w Dragon School, w Winchester College oraz w New College na Uniwersytecie Oksfordzkim. Studia ukończył w 1927 r. z tytułem naukowym z filozofii, politologii i ekonomii. Zaangażowany i wspierający ruch socjalistyczny w czasie strajku generalnego zorganizowanego w 1926 r.. W latach 30. pracował na University College w Londynie, gdzie kierował wydziałem ekonomii politycznej. Podczas II wojny światowej pracował w korpusie służby cywilnej w Ministerstwie Wojny Ekonomicznej. W 1945 r. został wybrany do Izby Gmin jako reprezentant okręgu Leeds South.
W 1946 r. otrzymał stanowisko parlamentarnego sekretarza w Ministerstwie Paliwa i Mocy. W 1947 r. stanął na czele tego departamentu. W lutym 1950 r. objął tekę ministra ds. ekonomii. W październiku 1950 r. został członkiem gabinetu jako kanclerz skarbu. Na tym stanowisku musiał stawić czoła problemom finansowym kraju, związanym z kosztami udziału Wielkiej Brytanii w wojnie koreańskiej. Przedstawiony przezeń w 1951 r. budżet oszczędności spotkał się krytyką wielu członków gabinetu, a dwóch z nich (Aneurin Bevan i Harold Wilson) podało się do dymisji. Kryzys jaki na tym tle wybuchł w Partii Pracy doprowadził do przedterminowych wyborów i porażki Partii Pracy.
Gaitskell do 1955 r. był kanclerzem skarbu w laburzystowskim gabinecie cieni. W 1954 r. został dodatkowo skarbnikiem Partii Pracy. Po rezygnacji Attlee’ego w 1955 r. wygrał wybory na lidera laburzystów i został jednocześnie Liderem Opozycji. W partii dochodziło do wewnętrznych wstrząsów i przetasowań po kolejnych porażkach wyborczych, ale ostatecznie Gaitskellowi udało się odbudować jej jedność. Jako przywódca opozycji wykazał się szczególną aktywnością w okresie kryzysu sueskiego. Był przeciwnikiem pojawiających się w jego partii dążeń do jednostronnego rozbrojenia Wielkiej Brytanii.
Zmarł w styczniu 1963 r. po nagłym ataku tocznia rumieniowatego układowego. Został pochowany w Hampstead w północnym Londynie. Nowym liderem Partii Pracy został Harold Wilson, który poprowadził ją do zwycięstwa w wyborach powszechnych w 1964 r.
Jego żoną była Anna Dora Gaitksell.